# Eduardo Torre de la Fuente
Eduardo Torre de la Fuente Ortega (Madrid, 3 d'abril de 1919 - 2009) fou un decorador i dissenyador cinematogràfic espanyol. És germà de l'actriu Amelia de la Torre. Es va iniciar com a decorador de cinema el 1939, i en la dècada de 1940 fou nomenat decorador cap als Estudios Raptence. Fou un dels pioners del disseny de vestuari, debutant el 1947 com a dissenyador de vestuari de les pel·lícules La fe, La princesa de los Ursinos i Don Quijote de La Mancha, va continuar amb Noche de Reyes i La duquesa de Benamejí de Luis Lucia Mingarro, i el 1952 a Bienvenido, Mister Marshall. Després continuaria amb el figurinista Manuel Comba amb El beso de Judas de Rafael Gil (1954) i Marcelino pan y vino de Ladislao Vajda (1954). Ha estat dissenyador de vestuari d'un total de 17 pel·lícules i decorador d'un total de 132 produccions per a cinema i televisió. Les seves últimes produccions foren com a cap de decoració a Los paraísos perdidos de Basilio Martín Patino i com a escenògraf el 1987 a El polizón del Ulises de Javier Aguirre Fernández. El 1988 fou nominat al Goya a la millor direcció artística per La monja alférez, però no va obtenir el premi. Va ser acadèmic de l'Acadèmia de les Arts i les Ciències Cinematogràfiques d'Espanya.

## Premis
Medalles del Cercle d'Escriptors Cinematogràfics
| Any  | Categoria          | Pel·lícula  | Resultat  |
| ---- | ------------------ | ----------- | --------- |
| 1971 | Millor ambientació | La araucana | Guanyador |